# Băltenii de Sus, Tulcea
Băltenii de Sus (în trecut Carasuhatu de Sus) este un sat în comuna Beștepe din județul Tulcea, Dobrogea, România. Este așezat pe malul drept al Brațului Sfântu Gheorghe al Dunării.

## Istoric
Alte denumiri:Carasuhatu de Sus,până în 1964 . Sat component al comunei Beștepe, este amplasat la 8 km amonte de Mahmudia, pe ambele maluri ale brațului Sf.Gheorghe, la doar 20 km aval de Tulcea. Deși aparent are o poziție mai bună decât omonimul său Băltenii de Jos, satul a cunoscut o evoluție identică a numărului de locuitori. În 1896 număra 52 de suflete ,toți etnici ruși. În 1900 numărul atingea 157, în 1912 374, 271 în 1930, 183 în 1948, 145 în 1956, 214 în 1966, 174 în 1977, 141 în 1992 și 128 în 2002, toți români. ...Spre deosebire de Băltenii de Jos, are un local de școală în care până nu demult studiau câțiva elevi,astăzi aceștia fiind școliți în centrul din comuna Bestepe."